# Josef Vašíček

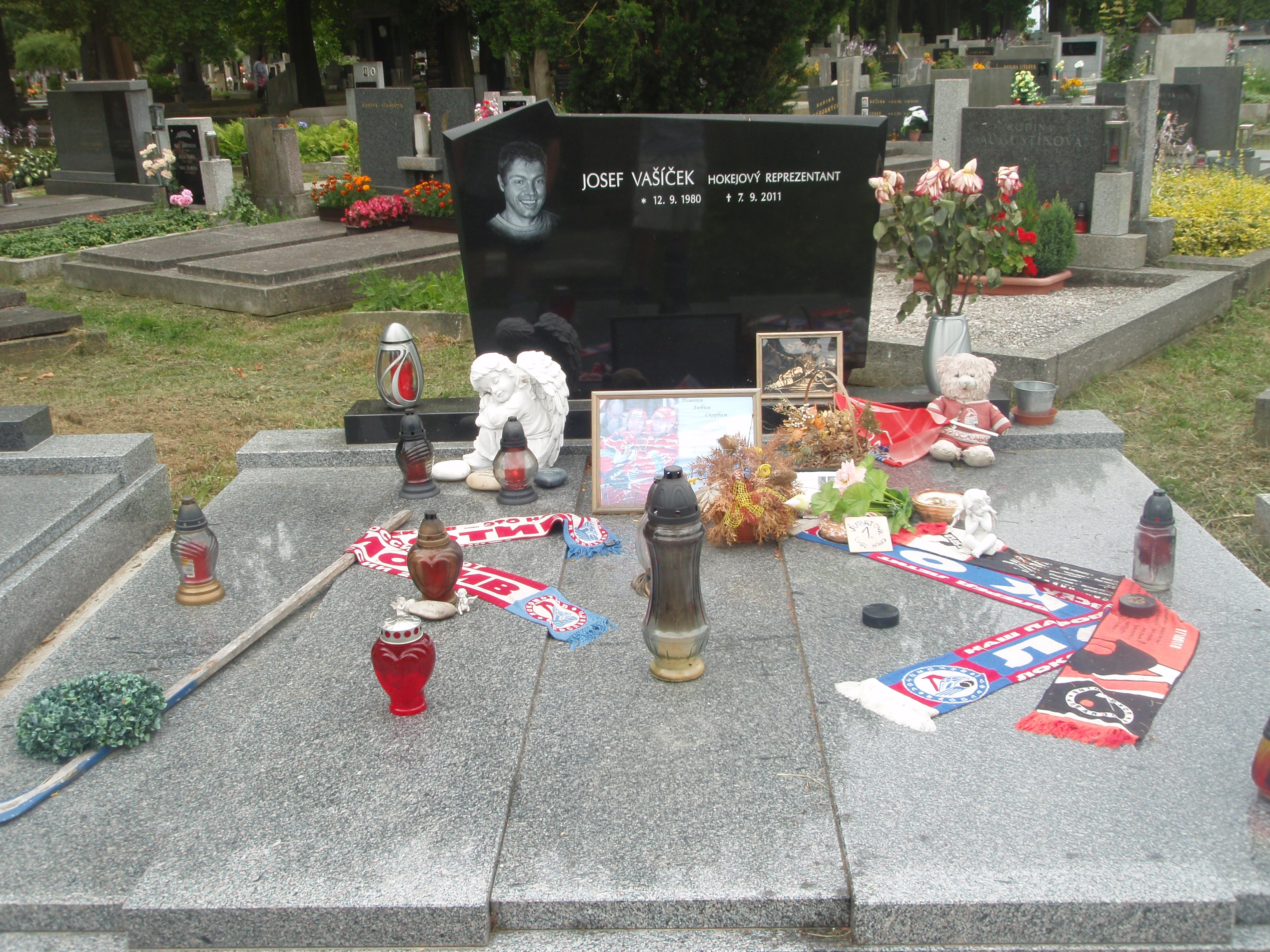
Hrob Josefa Vašíčka v Havlíčkově Brodě (2013)

Josef Vašíček (12. září 1980 Havlíčkův Brod – 7. září 2011 Jaroslavl) byl český profesionální hokejový útočník. Zemřel při letecké havárii u Jaroslavle, když letěl s tamním týmem do Minsku na první zápas ročníku 2011/2012 KHL.

## Hráčská kariéra
Od roku 2000 působil v NHL v klubu Carolina Hurricanes, v době přerušení NHL (lockoutu v NHL) v sezóně 2004/2005 hrál za HC Slavia Praha v české hokejové extralize. V sezóně 2007/2008 hrál za mužstvo New York Islanders. Od sezóny 2008/2009 hrál v KHL za klub Lokomotiv Jaroslavl. Nosil dres číslo 63. V sezóně 2010/2011 vyhrál kanadské bodování play-off KHL.
Dne 15. prosince 2011 byl uveden do Síně slávy českého hokeje.
V roce 2012 byla po něm v pražských Dolních Chabrech pojmenována ulice.

## Ocenění a úspěchy
- 2000 OHL - Třetí All-Star Tým
- 2010 KHL - Nejlepší hráč v pobytu na ledě playoff (+/-)
- 2010 KHL - Utkání hvězd
- 2011 KHL - Utkání hvězd
- 2011 KHL - Nejlepší nahrávač v playoff
- 2011 KHL - Nejproduktivnější hráč v playoff
- 2011 Uveden do Síně slávy českého hokeje.

## Prvenství

### NHL
- Debut - 7. října 2000 (Carolina Hurricanes proti Washington Capitals)
- První gól - 13. října 2000 (Florida Panthers proti Carolina Hurricanes, brankáři Trevor Kidd)
- První asistence - 13. října 2000 (Florida Panthers proti Carolina Hurricanes)
- První hattrick - 28. října 2003 (Carolina Hurricanes proti San Jose Sharks)

### ČHL
- Debut - 17. září 2004 (Vsetínská hokejová proti HC Slavia Praha)
- První gól - 19. září 2004 (HC Slavia Praha proti HC Sparta Praha, brankáři Petru Břízovi)
- První asistence - 19. září 2004 (HC Slavia Praha proti HC Sparta Praha)
- První hattrick - 4. ledna 2005 (HC Slavia Praha proti HC Chemopetrol)

### KHL
- Debut - 2. září 2008 (Salavat Julajev Ufa proti Lokomotiv Jaroslavl)
- První gól - 12. září 2008 (Lokomotiv Jaroslavl proti HK Sibir Novosibirsk, brankáři Tomas Lawson)
- První asistence - 13. září 2008 (Lokomotiv Jaroslavl proti Metallurg Magnitogorsk)

## Klubová statistika
| Sezóna     | Klub                        | Soutěž     |     | Základní část | Základní část | Základní část | Základní část | Základní část |    | Play off | Play off | Play off | Play off | Play off |
| Sezóna     | Klub                        | Soutěž     | Z   | G             | A             | B             | TM            | Z             | G  | A        | B        | TM       |          |          |
| 1996–97    | HC Slavia Praha 18          | ČHL-18     | 37  | 20            | 40            | 60            | —             | —             | —  | —        | —        | —        |          |          |
| 1997–98    | HC Slavia Praha 20          | ČHL-20     | 34  | 13            | 20            | 33            | —             | —             | —  | —        | —        | —        |          |          |
| 1998–99    | Sault Ste. Marie Greyhounds | OHL        | 66  | 21            | 35            | 56            | 30            | 5             | 3  | 0        | 3        | 10       |          |          |
| 1999–00    | Sault Ste. Marie Greyhounds | OHL        | 54  | 26            | 46            | 72            | 49            | 17            | 5  | 15       | 20       | 8        |          |          |
| 2000–01    | Carolina Hurricanes         | NHL        | 76  | 8             | 13            | 21            | 53            | 6             | 2  | 0        | 2        | 0        |          |          |
| 2000–01    | Cincinnati Cyclones         | IHL        | —   | —             | —             | —             | —             | 3             | 0  | 0        | 0        | 0        |          |          |
| 2001–02    | Carolina Hurricanes         | NHL        | 78  | 14            | 17            | 31            | 53            | 23            | 3  | 2        | 5        | 12       |          |          |
| 2002–03    | Carolina Hurricanes         | NHL        | 57  | 10            | 10            | 20            | 33            | —             | —  | —        | —        | —        |          |          |
| 2003–04    | Carolina Hurricanes         | NHL        | 82  | 19            | 26            | 45            | 60            | —             | —  | —        | —        | —        |          |          |
| 2004–05    | HC Slavia Praha             | ČHL        | 52  | 20            | 23            | 43            | 40            | 7             | 1  | 6        | 7        | 10       |          |          |
| 2005–06    | Carolina Hurricanes         | NHL        | 23  | 4             | 5             | 9             | 8             | 8             | 0  | 0        | 0        | 2        |          |          |
| 2006–07    | Carolina Hurricanes         | NHL        | 25  | 2             | 7             | 9             | 22            | —             | —  | —        | —        | —        |          |          |
| 2006–07    | Nashville Predators         | NHL        | 38  | 4             | 9             | 13            | 29            | —             | —  | —        | —        | —        |          |          |
| 2007–08    | New York Islanders          | NHL        | 81  | 16            | 19            | 35            | 53            | —             | —  | —        | —        | —        |          |          |
| 2008–09    | Lokomotiv Jaroslavl         | KHL        | 56  | 12            | 20            | 32            | 81            | 19            | 5  | 10       | 15       | 20       |          |          |
| 2009–10    | Lokomotiv Jaroslavl         | KHL        | 56  | 21            | 27            | 48            | 54            | 17            | 6  | 7        | 13       | 26       |          |          |
| 2010–11    | Lokomotiv Jaroslavl         | KHL        | 54  | 24            | 31            | 55            | 34            | 18            | 7  | 15       | 22       | 16       |          |          |
| KHL totals | KHL totals                  | KHL totals | 166 | 57            | 78            | 135           | 169           | 54            | 18 | 32       | 50       | 62       |          |          |
| NHL totals | NHL totals                  | NHL totals | 460 | 77            | 106           | 183           | 311           | 37            | 5  | 2        | 7        | 14       |          |          |

## Reprezentace

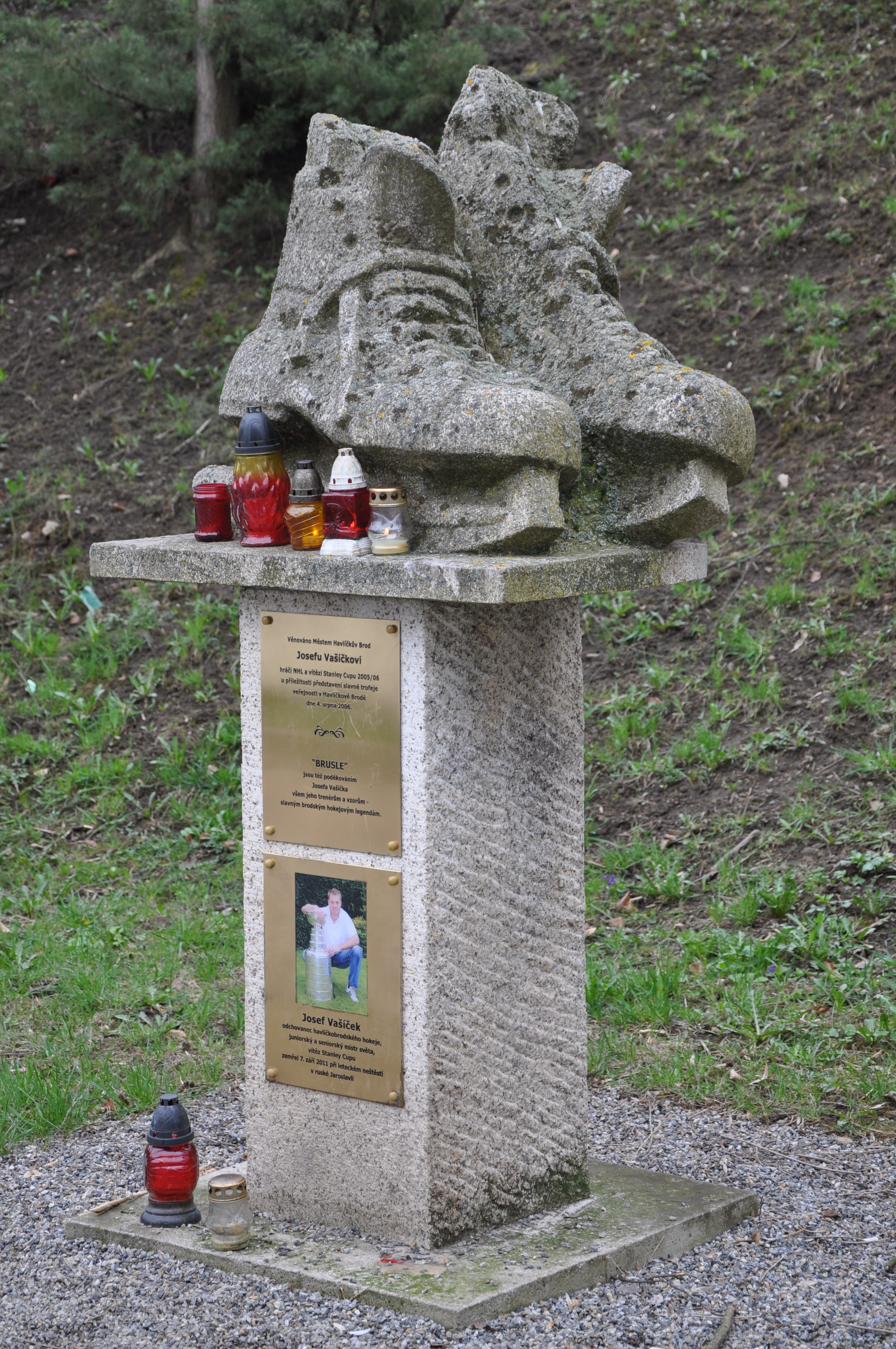
„Brusle“ Josefa Vašíčka u Sportovního areálu Kotlina v Havlíčkově Brodě

Na MS 2005 ve finále proti Kanadě zpečetil zisk titulu gólem přes celé kluziště v poslední minutě.
| Rok                       | Tým                       | Soutěž                    | Z  | G | A | B | TM |
| ------------------------- | ------------------------- | ------------------------- | -- | - | - | - | -- |
| 1998                      | Česko 18                  | MEJ                       | 6  | 2 | 2 | 4 | 4  |
| 2000                      | Česko 20                  | MSJ                       | 7  | 1 | 3 | 4 | 2  |
| 2003                      | Česko                     | MS                        | 9  | 0 | 2 | 2 | 2  |
| 2004                      | Česko                     | SP                        | 1  | 0 | 0 | 0 | 0  |
| 2005                      | Česko                     | MS                        | 8  | 1 | 1 | 2 | 4  |
| 2009                      | Česko                     | MS                        | 6  | 1 | 2 | 3 | 6  |
| 2010                      | Česko                     | OH                        | 5  | 0 | 0 | 0 | 2  |
| Juniorská kariéra celkově | Juniorská kariéra celkově | Juniorská kariéra celkově | 13 | 3 | 5 | 8 | 6  |
| Seniorská kariéra celkově | Seniorská kariéra celkově | Seniorská kariéra celkově | 29 | 2 | 5 | 7 | 14 |